# Kihelkonna (commune)
Pour le centre administratif, voir Kihelkonna.
Kihelkonna (en estonien : Kihelkonna  vald) est une ancienne municipalité rurale du comté de Saare en Estonie. 

## Géographie

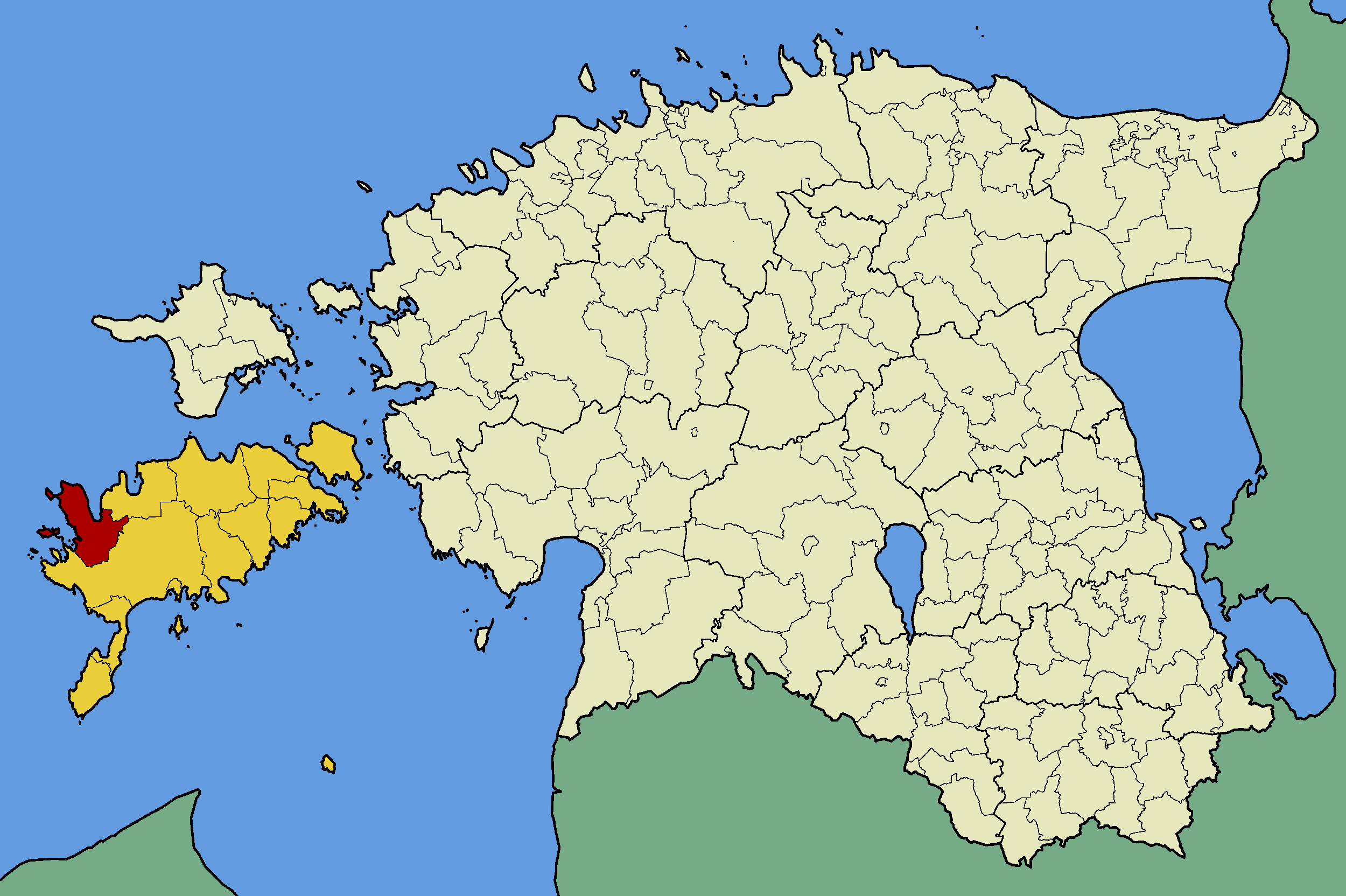
Ancienne commune de Kihelkonna (en rouge) dans le comté de Saare (en jaune).

Elle s'étendait sur 245,94 km2 dans l'ouest de l'île de Saaremaa et comprenait 1 bourg, Kihelkonna, et 22 villages :
Abaja, Abula, Kallaste, Kalmu, Karujärve, Kehila, Kiirassaare, Kõruse, Kõõru, Kotsma, Kuralase, Kuremetsa, Kurevere, Kuumi, Kuusiku, Läägi, Lätiniidi, Liiva, Loona, Metsaküla, Mäebe, Neeme, Odalätsi, Oju, Pajumõisa, Pidula, Rannaküla, Rootsiküla, Sepise, Tagamõisa, Tammese, Tohku, Undva, Üru, Vaigu, Varkja, Vedruka, Veere, Viki, Vilsandi et Virita.

## Histoire
En octobre 2017, elle est fusionnée avec les autres communes de l'île de Saaremaa pour former une seule commune de Saaremaa.

## Démographie
| 2006 | 2012 | 2017 |
| ---- | ---- | ---- |
| 891  | 709  | 748  |